# Premier League (Giamaica)
La National Premier League, ufficialmente chiamata Red Stripe Premier League per ragioni di sponsorizzazione è il campionato di calcio di Massima Serie della Giamaica. Attualmente quattordici squadre prendono parte al campionato.
La competizione è suddivisa in due fasi; nella prima ogni squadra gioca contro tutte le altre tre volte; alla fine della prima fase (26 giornate) le squadre comprese tra la terza e la sesta posizione giocheranno i quarti di finale, successivamente le vincitrici sfideranno le prime due in classifica nelle semifinali.
Prima della riforma dei campionati della CONCACAF valida dal 2024 le prime due classificate si qualificavano al Campionato per club CFU, il campionato di calcio per club caraibico, competizione ora soppressa, quindi ora solo la squadra campione si qualifica direttamente alla CONCACAF Champions Cup. Le ultime due squadre invece retrocedono direttamente nei campionati regionali.

## Squadre 2024-2025
| Squadra           | Città        | Stadio                           |
| ----------------- | ------------ | -------------------------------- |
| Arnett Gardens    | Kingston     | Anthony Spaulding Sports Complex |
| Cavalier          | Kingston     | Stadium East Field               |
| Chapelton Maroons | Chapelton    | Anthony Spaulding Sports Complex |
| Dunbeholden       | Spanish Town | Prison Oval                      |
| Harbour View      | Kingston     | Harbour View Stadium             |
| Humble Lions      | York         | The Effortville Mini Stadium     |
| Molynes United    | Kingston     | Jacisera Park                    |
| Montego Bay Utd   | Montego Bay  | Catherine Hall Sports Complex    |
| Mount Pleasant    | Drax Hall    | Drax Hall Sports Complex         |
| Portmore Utd      | Portmore     | Ferdi Neita Sports Complex       |
| Racing United     | Portmore     | Ferdi Neita Sports Complex       |
| Tivoli Gardens    | Kingston     | Edward Seaga Sports Complex      |
| Vere United       | Claredon     | Wembley Centre of Excellence     |
| Waterhouse        | Kingston     | Waterhouse Stadium               |

## Albo d'oro
- 1973-1974  Santos (1°)
- 1974-1975  Santos (2°)
- 1975-1976  Santos (3°)
- 1976-1977  Santos (4°)
- 1977-1978  Arnett Gardens (1°)
- 1978-1979 Abbandonato
- 1979-1980  Santos (5°)
- 1980-1981  Cavalier (1°)
- 1981-1982 Non disputato
- 1982-1983  Tivoli Gardens (1°)
- 1983-1984  Boys' Town (1°)
- 1984-1985  JDF (1°)
- 1985-1986  Boys' Town (2°)
- 1986-1987  Seba Utd (1°)**
- 1987-1988  Wadadah (1°)
- 1988-1989  Boys' Town (3°)
- 1989-1990  Reno (1°)
- 1990-1991  Reno (2°)
- 1991-1992  Wadadah (2°)
- 1992-1993  Hazard United (1°)*
- 1993-1994  Violet Kickers (1°)
- 1994-1995  Reno (3°)
- 1995-1996  Violet Kickers (2°)
- 1996-1997  Seba Utd (2°)**
- 1997-1998  Waterhouse (1°)

- 1998-1999  Tivoli Gardens (2°)
- 1999-2000  Harbour View (1°)
- 2000-2001  Arnett Gardens (2°)
- 2001-2002  Arnett Gardens (3°)
- 2002-2003  Hazard United (2°)*
- 2003-2004  Tivoli Gardens (3°)
- 2004-2005  Portmore Utd (3°)
- 2005-2006  Waterhouse (2°)
- 2006-2007  Harbour View (2°)
- 2007-2008  Portmore Utd (4°)
- 2008-2009  Tivoli Gardens (4°)
- 2009-2010  Harbour View (3°)
- 2010-2011  Tivoli Gardens (5°)
- 2011-2012  Portmore Utd (5°)
- 2012-2013  Harbour View (4°)
- 2013-2014  Montego Bay Utd (3°)
- 2014-2015  Arnett Gardens (4°)
- 2015-2016  Montego Bay Utd (4°)
- 2016-2017  Arnett Gardens (5°)
- 2017-2018  Portmore Utd (6°)
- 2018-2019  Portmore Utd (7°)
- 2019-2020 Abbandonato
- 2020-2021 Non disputato
- 2021  Cavalier (2°)
- 2022  Harbour View (5°)
- 2022-2023  Mount Pleasant (1°)
- 2023-2024  Cavalier (3°)
- 2024-2025  Cavalier (3°)

- (*) ora noto come  Portmore Utd.
- (**) ora noto come  Montego Bay Utd.

## Titoli
| Squadra              | Città            | Vittorie | 2° | Stagioni                                                      |
| -------------------- | ---------------- | -------- | -- | ------------------------------------------------------------- |
| Portmore Utd (*)     | Portmore         | 7        | 3  | 1992-93, 2002-03, 2004-05, 2007-08, 2011-12, 2017-18, 2018-19 |
| Tivoli Gardens       | Kingston         | 5        | 4  | 1982-83, 1998-99, 2003-04, 2008-09, 2010-11                   |
| Arnett Gardens       | Kingston         | 5        | 4  | 1977-78, 2000-01, 2001-02, 2014-15, 2016-17                   |
| Santos               | Kingston         | 5        | 1  | 1973-74, 1974-75, 1975-76, 1976-77, 1979-80                   |
| Harbour View         | Kingston         | 5        | 5  | 1999-00, 2006-07, 2009-10, 2012-13, 2022                      |
| Montego Bay Utd (**) | Montego Bay      | 4        | 5  | 1986-87, 1996-97, 2013-14, 2015-16                            |
| Cavalier             | Kingston         | 4        | 4  | 1980-81, 2021, 2024, 2025                                     |
| Boys' Town           | Kingston         | 3        | 5  | 1983-84, 1985-86, 1988-89                                     |
| Reno                 | Savannah del Mar | 3        | 3  | 1989-90, 1990-91, 1994-95                                     |
| Waterhouse           | Kingston         | 2        | 6  | 1997-98, 2005-06                                              |
| Violet Kickers       | Montego Bay      | 2        | -  | 1993-94, 1995-96                                              |
| Wadadah              | Montego Bay      | 2        | -  | 1987-88, 1991-92                                              |
| Mount Pleasant       | Kingston         | 1        | 2  | 2022-23                                                       |
| JDF                  | Kingston         | 1        | -  | 1984-85                                                       |
| Black Lions          | -                | -        | 1  | -                                                             |
| Constant Spring      | Constant Spring  | -        | 1  | -                                                             |
| Thunderbolts         | -                | -        | 1  | -                                                             |
| Dunbeholden          | Kingston         | -        | 1  | -                                                             |

- (*) Include titoli conseguiti come  Hazard United.
- (**) Include titoli conseguiti come  Seba Utd.

## Capocannonieri
| Stagione | Nazionalità         | Giocatore                                        | Squadra                                | Gol |
| 2004-05  | Giamaica (bandiera) | Christopher Nicholas                             | Tivoli Gardens                         | 22  |
| 2005-06  | Giamaica (bandiera) | Kevin Lamey                                      | Waterhouse                             | 22  |
| 2006-07  | Giamaica (bandiera) | Irvino EnglishKavin Bryan                        | Waterhouse Harbour View                | 17  |
| 2007-08  | Giamaica (bandiera) | Roen Nelson                                      | Portmore Utd                           | 16  |
| 2008-09  | Giamaica (bandiera) | Devon Hodges                                     | Rivoli United                          | 25  |
| 2009-10  | Giamaica (bandiera) | Devon Hodges Kevin Lamey                         | Rivoli United Waterhouse               | 18  |
| 2010-11  | Giamaica (bandiera) | Kirk Ramsey                                      | Arnett Gardens                         | 17  |
| 2011-12  | Giamaica (bandiera) | Jermaine Anderson                                | Waterhouse                             | 13  |
| 2012-13  | Giamaica (bandiera) | Jermaine Anderson                                | Waterhouse                             | 21  |
| 2013-14  | Giamaica (bandiera) | Brian Brown                                      | Harbour View                           | 19  |
| 2014-15  | Giamaica (bandiera) | Craig Foster                                     | Reno                                   | 20  |
| 2015-16  | Giamaica (bandiera) | Owayne Gordon                                    | Montego Bay Utd                        | 19  |
| 2016-17  | Giamaica (bandiera) | Jermaine Johnson                                 | Tivoli Gardens                         | 16  |
| 2017-18  | Giamaica (bandiera) | Craig Foster                                     | Reno (10) Humble Lions (7)             | 17  |
| 2018-19  | Giamaica (bandiera) | Colorado Murray                                  | Tivoli Gardens                         | 13  |
| 2019-20  | Giamaica (bandiera) | Kemar Beckford                                   | Mount Pleasant                         | 14  |
| 2021     | Giamaica (bandiera) | Oqassa ChongJourdaine FletcherShaquille Bradford | Harbour View Mount Pleasant Waterhouse | 6   |
| 2022     | Giamaica (bandiera) | Atapharoy BygraveDaniel Green                    | Dunbeholden Mount Pleasant             | 13  |
| 2022-23  | Giamaica (bandiera) | Collin Anderson                                  | Cavalier                               | 20  |
| 2023-24  | Giamaica (bandiera) | Justin Dunn                                      | Tivoli Gardens                         | 16  |